# Wakoopa
Wakoopa es una empresa de software que crea programas de tracking pasivo para la investigación de mercados. Wakoopa se fundó en el 2007 y tiene su sede en Barcelona, España.

## Software de Tracking
Wakoopa desarrolla software de medición pasiva haciendo posible la observación del comportamiento en línea. Este software se distribuye entre paneles que hayan dado su consentimiento explícito de ser parte de la investigación.
Los datos de los usuarios adheridos son completamente anónimos. Debido a su tecnología del lado del usuario, es posible combinar tanto el comportamiento en línea como toda la información de perfil que los participantes decidan compartir, como la edad o el coche que conducen.
Wakoopa ofrece su software también como un producto de marca blanca para que las empresas lo puedan distribuir entre su propia comunidad con la identidad corporativa propia. Wakoopa también colabora con proveedores de paneles en  varios países, ofreciendo datos actualizados sobre el comportamiento en línea.

## Historia
Wakoopa comenzó como una red social en 2006 que atrajo alrededor de 200.000 usuarios registrados y denominados “Wakoopians”. La plataforma ofrecía a sus participantes la posibilidad de seguir las aplicaciones que usaban y escribir reseñas sobre ellas. Estos datos podían ser comparados con los de otros usuarios haciendo de este un software social.
Usando aplicaciones y escribiendo opiniones sobre ellas los usuarios podían ganar cierto status con su correspondiente icono. En 2010 Wakoopa comenzó a usar su software para la investigación de mercados para mejorar la investigación en línea. Debido al éxito de este nuevo giro de negocio, Wakoopa decidió cerrar su red social en 2012.

## Wakoopa y Netquest
Wakoopa se unió a Netquest, panel en línea del sector de la investigación de mercados en Europa y Latinoamérica a finales de 2014. Uno de los objetivos de esta integración  consiste en integrar todos los aspectos de la investigación en línea. Wakoopa mantiene independiente su identidad corporativa y trabaja en estrecha colaboración con Netquest.
GfK adquirió Netquest en 2016 y por ello, también su filial Wakoopa.